# Élections législatives de 1932 dans les Ardennes
Les élections législatives de 1932 ont eu lieu les 1er et 8 mai 1932.

## Élus
|   | Circonscription | Député sortant           |                          | Groupe parlementaire                      | Député élu       |  | Groupe parlementaire                                     |
| - | --------------- | ------------------------ | ------------------------ | ----------------------------------------- | ---------------- |  | -------------------------------------------------------- |
| 1 | 1re de Mézières | Étienne Riché            |                          | Gauche sociale et radicale                | Maurice Voirin   |  | Parti socialiste                                         |
| 2 | 2e de Mézières  | Charles Boutet           |                          | Parti socialiste                          | Charles Boutet   |  | Parti socialiste                                         |
| 3 | Rethel          | Ferdinand Ledoux         |                          | Républicain radical et radical-socialiste | Ferdinand Ledoux |  | Républicain radical et radical-socialiste                |
| 4 | Rocroi          | Firmin Leguet            |                          | Gauche sociale et radicale                | Pierre Viénot    |  | Parti socialiste français & Parti républicain-socialiste |
| 5 | Sedan           | Nouvelle circonscription | Nouvelle circonscription | Nouvelle circonscription                  | Étienne Riché    |  | Gauche radicale                                          |
| 6 | Vouziers        | Jules Courtehoux         |                          | Républicain radical et radical-socialiste | Jules Courtehoux |  | Républicain radical et radical-socialiste                |

## Résultats à l'échelle du département
| Partis         | Partis                                          | Premier tour | Premier tour | Deuxième tour | Deuxième tour | Sièges |
| Partis         | Partis                                          | Voix         | %            | Voix          | %             | Sièges |
| -------------- | ----------------------------------------------- | ------------ | ------------ | ------------- | ------------- | ------ |
|                | Section française de l'Internationale ouvrière  | 17 893       | 25,98        | 12 792        | 27,49         | 2      |
|                | Parti républicain radical et radical-socialiste | 12 441       | 18,07        | 5 689         | 12,23         | 2      |
|                | Fédération républicaine                         | 10 781       | 15,66        | 9 181         | 19,73         | 0      |
|                | Alliance démocratique                           | 9 815        | 14,25        | 4 132         | 8,88          | 1      |
|                | Parti communiste-SFIC                           | 8 463        | 12,29        | 3 090         | 6,64          | 0      |
|                | Radicaux indépendants                           | 4 789        | 6,95         | 5 391         | 11,59         | 0      |
|                | Parti républicain-socialiste                    | 3 233        | 4,69         | 6 202         | 13,33         | 1      |
|                | Parti agraire et paysan français                | 1 401        | 2,03         |               |               | 0      |
|                | Socialistes indépendants                        | 44           | 0,06         | 0             |               |        |
|                | Divers                                          | 5            | 0,01         | 53            | 0,11          | 0      |
|                |                                                 |              |              |               |               |        |
| Inscrits       | Inscrits                                        | 80 428       | 100,00       | 54 241        | 100,00        | 6      |
| Votants        | Votants                                         | 69 719       | 86,68        | 46 938        | 86,54         |        |
| Abstentions    | Abstentions                                     | 10 709       | 13,32        | 7 303         | 13,46         |        |
| Blancs et nuls | Blancs et nuls                                  | 854          | 1,22         | 408           | 0,87          |        |
| Exprimés       | Exprimés                                        | 68 865       | 98,78        | 46 530        | 99,13         |        |

## Résultats par arrondissement

### Arrondissement de Mézières

#### 1recirconscription
| Candidats      | Candidats      | Étiquette      | Premier tour | Premier tour | Deuxième tour | Deuxième tour |
| Candidats      | Candidats      | Étiquette      | Voix         | %            | Voix          | %             |
| -------------- | -------------- | -------------- | ------------ | ------------ | ------------- | ------------- |
|                | Maurice Voirin | SFIO           | 4 451        | 39,20        | 6 330         | 56,43         |
|                | Arnauld        | FR             | 3 061        | 26,95        | 4 322         | 38,53         |
|                | Gobert         | PRRRS          | 2 274        | 20,02        |               |               |
|                | Caralp         | PC-SFIC        | 1 570        | 13,83        | 566           | 5,05          |
|                |                |                |              |              |               |               |
| Inscrits       | Inscrits       | Inscrits       | 13 152       | 100,00       | 13 152        | 100,00        |
| Votants        | Votants        | Votants        | 11 483       | 87,31        | 11 362        | 86,39         |
| Abstention     | Abstention     | Abstention     | 1 669        | 12,69        | 1 790         | 13,61         |
| Blancs et nuls | Blancs et nuls | Blancs et nuls | 127          | 1,11         | 144           | 1,27          |
| Exprimés       | Exprimés       | Exprimés       | 11 356       | 98,89        | 11 218        | 98,73         |

#### 2ecirconscription
| Candidats      | Candidats      | Étiquette      | Premier tour | Premier tour | Deuxième tour | Deuxième tour |
| Candidats      | Candidats      | Étiquette      | Voix         | %            | Voix          | %             |
| -------------- | -------------- | -------------- | ------------ | ------------ | ------------- | ------------- |
|                | Charles Boutet | SFIO           | 5 807        | 42,47        | 6 462         | 47,83         |
|                | Grétère        | FR             | 4 621        | 33,80        | 4 859         | 35,97         |
|                | Vassart        | PC-SFIC        | 3 245        | 23,73        | 2 188         | 16,20         |
|                |                |                |              |              |               |               |
| Inscrits       | Inscrits       | Inscrits       | 16 193       | 100,00       | 16 193        | 100,00        |
| Votants        | Votants        | Votants        | 13 907       | 85,88        | 13 614        | 84,07         |
| Abstention     | Abstention     | Abstention     | 2 286        | 14,12        | 2 579         | 15,93         |
| Blancs et nuls | Blancs et nuls | Blancs et nuls | 234          | 1,68         | 105           | 0,77          |
| Exprimés       | Exprimés       | Exprimés       | 13 673       | 98,32        | 13 509        | 99,23         |

### Arrondissement de Rethel
| Candidats      | Candidats        | Étiquette      | Premier tour | Premier tour | Deuxième tour | Deuxième tour |
| Candidats      | Candidats        | Étiquette      | Voix         | %            | Voix          | %             |
| -------------- | ---------------- | -------------- | ------------ | ------------ | ------------- | ------------- |
|                | Ferdinand Ledoux | PRRRS          | 4 688        | 47,83        | 5 689         | 57,62         |
|                | Edmond Barrachin | AD             | 2 938        | 29,98        | 4 132         | 41,85         |
|                | Braibant         | PAPF           | 1 401        | 14,29        |               |               |
|                | Dehiz            | SFIO           | 624          | 6,37         |               |               |
|                | Eloy             | PC-SFIC        | 106          | 1,08         |               |               |
|                | Dufort           | SI             | 44           | 0,45         |               |               |
|                | Divers           | Divers         |              |              | 53            | 0,54          |
|                |                  |                |              |              |               |               |
| Inscrits       | Inscrits         | Inscrits       | 11 252       | 100,00       | 11 252        | 100,00        |
| Votants        | Votants          | Votants        | 9 862        | 87,65        | 9 969         | 88,60         |
| Abstention     | Abstention       | Abstention     | 1 390        | 12,35        | 1 283         | 11,40         |
| Blancs et nuls | Blancs et nuls   | Blancs et nuls | 61           | 0,62         | 95            | 0,95          |
| Exprimés       | Exprimés         | Exprimés       | 9 801        | 99,38        | 9 874         | 99,05         |

### Arrondissement de Rocroi
| Candidats      | Candidats      | Étiquette           | Premier tour | Premier tour | Deuxième tour | Deuxième tour |
| Candidats      | Candidats      | Étiquette           | Voix         | %            | Voix          | %             |
| -------------- | -------------- | ------------------- | ------------ | ------------ | ------------- | ------------- |
|                | Firmin Leguet  | Radical indépendant | 4 789        | 41,09        | 5 391         | 45,19         |
|                | Pierre Viénot  | PRS                 | 3 233        | 27,74        | 6 202         | 51,99         |
|                | Boizy          | SFIO                | 2 633        | 22,59        |               |               |
|                | Pierlot        | PC-SFIC             | 999          | 8,57         | 336           | 2,82          |
|                |                |                     |              |              |               |               |
| Inscrits       | Inscrits       | Inscrits            | 13 644       | 100,00       | 13 644        | 100,00        |
| Votants        | Votants        | Votants             | 11 746       | 86,09        | 11 993        | 87,90         |
| Abstention     | Abstention     | Abstention          | 1 898        | 13,91        | 1 651         | 12,10         |
| Blancs et nuls | Blancs et nuls | Blancs et nuls      | 92           | 0,78         | 64            | 0,53          |
| Exprimés       | Exprimés       | Exprimés            | 11 654       | 99,22        | 11 929        | 99,47         |

### Arrondissement de Sedan
| Candidats      | Candidats      | Étiquette      | Premier tour | Premier tour |
| Candidats      | Candidats      | Étiquette      | Voix         | %            |
| -------------- | -------------- | -------------- | ------------ | ------------ |
|                | Étienne Riché  | AD             | 6 877        | 51,06        |
|                | Tellier        | SFIO           | 4 378        | 32,51        |
|                | Sampoix        | PC-SFIC        | 2 213        | 16,43        |
|                |                |                |              |              |
| Inscrits       | Inscrits       | Inscrits       | 15 947       | 100,00       |
| Votants        | Votants        | Votants        | 13 696       | 85,88        |
| Abstention     | Abstention     | Abstention     | 2 251        | 14,12        |
| Blancs et nuls | Blancs et nuls | Blancs et nuls | 218          | 1,66         |
| Exprimés       | Exprimés       | Exprimés       | 13 468       | 98,34        |

### Arrondissement de Vouziers
| Candidats      | Candidats        | Étiquette      | Premier tour | Premier tour |
| Candidats      | Candidats        | Étiquette      | Voix         | %            |
| -------------- | ---------------- | -------------- | ------------ | ------------ |
|                | Jules Courtehoux | PRRRS          | 5 479        | 61,47        |
|                | Fruh             | FR             | 3 099        | 34,77        |
|                | Fuzelier         | PC-SFIC        | 330          | 3,70         |
|                | Divers           | Divers         | 5            | 0,06         |
|                |                  |                |              |              |
| Inscrits       | Inscrits         | Inscrits       | 10 240       | 100,00       |
| Votants        | Votants          | Votants        | 9 025        | 88,13        |
| Abstention     | Abstention       | Abstention     | 1 215        | 11,87        |
| Blancs et nuls | Blancs et nuls   | Blancs et nuls | 112          | 1,24         |
| Exprimés       | Exprimés         | Exprimés       | 8 913        | 98,76        |